# Хоммола, Уте
Уте Хоммола (нем. Ute Hommola; род. 20 января 1952, Вайсенборн, Средняя Саксония) — восточно-германская метательница копья, бронзовый призёр летних Олимпийских игр 1980 года в Москве.

## Карьера
В 1978 году Хоммола стала бронзовым призёром чемпионата Европы в Праге (62,32 м). На следующий год она стала третьей на Летней Спартакиаде народов СССР в Москве с результатом 60,08 м. На Олимпиаде в Москве Хоммола завоевала олимпийскую бронзу с результатом 66,56 м, уступив чемпионке этой Олимпиады кубинке Марии Колон (68,40 м) и советской метательнице Саиде Гунбе (67,86 м).